# AMR Corporation
AMR Corporation — американский авиационный холдинг со штаб-квартирой в городе Форт-Уэрт (Техас), владеющий тремя сертифицированными коммерческими авиаперевозчиками: магистральной авиакомпанией American Airlines, региональными авиакомпаниями Executive Airlines, Eagle Aviation Services и торговой маркой American Eagle Airlines, под которой работает ряд региональных и местных перевозчиков США.
Холдинг был образован в 1982 году в ходе масштабной реорганизации магистральной авиакомпании American Airlines, в том же году AMR Corporation провёл первичное размещение акций на Нью-Йоркской фондовой бирже. AMR являлся владельцем торговой марки (бренда) American Eagle, под которой вплоть до 1987 года работал ряд независимых региональных авиаперевозчиков. С 1987 по конец 1988 года холдинг последовательно приобрёл троих регионалов, начав с компании Simmons Airlines. В середине 1991 года была присоединена четвёртая авиакомпания, а 15 мая 1998 года произведено слияние перевозчиков Wings West Airlines и Flagship Airlines с Simmons Airlines, после чего общее название объединённой авиакомпании было изменено на American Eagle Airlines.
AMR Corporation также является владельцем бренда AmericanConnection, под которым в настоящее время работает одна из крупнейших независимых авиакомпаний США Chautauqua Airlines, выполняющая под данной торговой маркой пассажирские рейсы через транзитный узел (хаб) в Международном аэропорту Ламберт Сент-Луис для региональных стыковок с маршрутной сетью магистрала American Airlines.

## Дочерние подразделения холдинга
- American Airlines
  - AA Real Estate Holding[4]
  - Admirals Club, Inc.[4]
  - American Airlines de Mexico, S.A.[4]
  - American Airlines de Venezuela, S.A.[4]
  - American Airlines Marketing Services LLC[4]
  - American Airlines Realty (NYC) Holdings, Inc.[4]
  - American Airlines Vacations LLC[4]
  - American Aviation Supply LLC[4]
  - Packcall Limited[4]
  - Texas Aero Engine Services, L.L.C (TAESL)[4]
- AMR Eagle Holding Corporation 
  - American Eagle Airlines Inc. — бренд региональных перевозок для American Airlines
  - Eagle Aviation Services[4]
  - Executive Airlines Inc. — региональная авиакомпания бренда American Eagle Airlines, эксплуатирующая самолёты ATR
- AMR Corporation является собственником 20 % акций панамской авиакомпании Aeroperlas[5]

## Флот

### Флот холдингаAMR Corporation
Воздушный флот магистральной авиакомпании American Airlines и дочерних региональных перевозчиков:
| Тип самолёта            | Количество        | Подразделение холдинга  |
| Boeing 737—800          | 119 (52 заказано) | American Airlines       |
| Boeing 757—200          | 124               | American Airlines       |
| Boeing 767-200ER        | 15                | American Airlines       |
| Boeing 767-300ER        | 58                | American Airlines       |
| Boeing 777-200ER        | 47 (7 заказано)   | American Airlines       |
| Boeing 787-9            | (42 заказано)     | American Airlines       |
| McDonnell Douglas MD-82 | 162               | American Airlines       |
| McDonnell Douglas MD-83 | 90                | American Airlines       |
| Bombardier CRJ 700      | 25 (22 заказано)  | American Eagle Airlines |
| Embraer ERJ-135         | 35                | American Eagle Airlines |
| Embraer ERJ-140         | 59                | American Eagle Airlines |
| Embraer ERJ-145         | 112               | American Eagle Airlines |
| ATR 72-210 (Super ATR)  | 39                | Executive Airlines      |

### Флот, не принадлежащийAMR Corporation
Воздушный флот, работающий под брендом AmericanConnection:
| Тип самолёта    | Количество | Оператор            |
| Embraer ERJ 140 | 15         | Chautauqua Airlines |

## Компании и корпорации, поглощённыеAMR Corporation
- Air Cal
- Command Airways
- Reno Air
- Simmons Airlines
- Trans World Airlines
- Wings West Airlines